# إيلوكوس نورت
إيلوكوس نورت هي مقاطعة في الفلبين، تتبع Ilocos Region ‏، بلغ عدد سكانها 568٬017 نسمة، في 2010، عاصمتها لاواغ، تبلغ مساحتها 3٬467٫89 كيلومتر مربع، رمزها البريدي هو 2900–2922.

## الموقع
تشترك في الحدود مع:
- إيلوكوس سور
- كاغايان
- آبايو
- أبرا.

## التقسيمات الإدارية
- Adams, Ilocos Norte [الإنجليزية]‏
- Bacarra [الإنجليزية]‏
- Badoc [الإنجليزية]‏
- Bangui, Ilocos Norte [الإنجليزية]‏
- Banna, Ilocos Norte [الإنجليزية]‏
- باتاك
- Burgos, Ilocos Norte [الإنجليزية]‏
- Carasi [الإنجليزية]‏
- Currimao [الإنجليزية]‏
- Dingras [الإنجليزية]‏
- Dumalneg [الإنجليزية]‏
- لاواغ
- Marcos, Ilocos Norte [الإنجليزية]‏
- Nueva Era, Ilocos Norte [الإنجليزية]‏
- Pagudpud [الإنجليزية]‏
- Paoay [الإنجليزية]‏
- Pasuquin [الإنجليزية]‏
- Piddig [الإنجليزية]‏
- Pinili [الإنجليزية]‏
- San Nicolas, Ilocos Norte [الإنجليزية]‏
- Sarrat [الإنجليزية]‏
- Solsona, Ilocos Norte [الإنجليزية]‏
- Vintar [الإنجليزية]‏.

## أعلام
- أوليفر لوزانو